# 大砂海水浴場
大砂海水浴場（おおすなかいすいよくじょう）は、徳島県海部郡海陽町の八坂八浜にある海水浴場である。日本の水浴場55選、日本の水浴場88選、快水浴場百選選定。

## 地理
起伏に富んだ8つの坂と8つの浜からなる八坂八浜のひとつであり、砂浜の西端には松やウバメガシの生える帆ヶ島の景観を臨む。
海岸線一帯は室戸阿南海岸国定公園に位置し、環境省が定める快水浴場百選で特選に選定されているほど良質な海水が魅力で、美しい海岸線はサーフィンスポットとしても人気が高い。

## 設備
- 脱衣場
- シャワー（無料）
- 売店
- 公園・身障者用トイレ

## 交通
- JR牟岐線鯖瀬駅下車、徳島バス南部鯖瀬バス停からバスで約3分、大砂バス停下車すぐ。駅から徒歩だと約15分。
- 徳島自動車道「徳島インターチェンジ」より車で約2時間。